# All I Need (álbum)
All I Need é o segundo álbum de estúdio da cantora inglesa Foxes, que foi lançado em 5 de fevereiro de 2016.

## Antecedentes e lançamento
Foxes começou a trabalhar no disco em janeiro de 2015 em Los Angeles. Comentando sobre a direção do projeto, Foxes disse: "Eu fiquei inspirada nesse registro com relembrar as coisas e torná-las mais emocionais. Eu não queria fazer um álbum conceitual, eu sempre gosto quando posso escrever a partir de um diário de uma maneira. É um álbum muito emocional. Ele tem elementos do primeiro [álbum], mas definitivamente não foi produzido da mesma maneira. As faixas são mais vocais acompanhados por piano e cordas. Continua cinematográfica de um jeito, mas eu estou muito mais honesta neste álbum, que é uma coisa assustadora." Foxes também declarou que o disco foi inspirado em relacionamentos.
All I Need foi inicialmente proposto para ser lançado em outubro de 2015, contudo, o disco foi adiado para 2016 para tornar possível o lançamento mundial.[carece de fontes?]

## Promoção

### Turnê
Em julho de 2015, Foxes anunciou uma turnê em antecipação ao lançamento do álbum ao longo de outubro de 2015.

### Singles
"Body Talk" foi lançada como o primeiro single do disco em 24 de julho de 2015 no Reino Unido. Um vídeo musical referente à canção foi lançado em 22 de junho de 2015. O segundo single lançado a fim de promover o lançamento do disco foi "Better Love", lançado em 4 de setembro de  2015. "Amazing" foi lançada como terceiro single do álbum em 4 de dezembro de 2015. "Cruel" foi lançada como quarto single do álbum em 29 de abril de 2016.

### Outras canções
Um vídeo referente à canção "Feet Don't Fail Me Now" foi lançado pela empresa de moda H&M como parte da campanha H&M Loves Music. "If You Leave Me Now" foi lançada em 27 de novembro de 2015 como o primeiro single promocional do disco. "Devil Side" foi lançada em 26 de dezembro de 2015 como segundo e último single promocional.

## Alinhamento das faixas
| Edição padrão |                          | |                   |         |  |
| N.º           | Título                   | Compositor(es)                                                                                          | Produtor(es)      | Duração |  |
| 1.            | "Rise Up (Intro)"        | Louisa Rose Allen Jonas Quant                                                                           |                   | 0:58    |  |
| 2.            | "Better Love"            | Allen Jonny Harris Dan Smith                                                                            | Tim Bran Roy Kerr | 3:35    |  |
| 3.            | "Body Talk"              | Allen Jim Eliot                                                                                         | Eliot             | 3:29    |  |
| 4.            | "Cruel"                  | Allen Kid Harpoon                                                                                       |                   | 3:43    |  |
| 5.            | "If You Leave Me Now"    | Allen Eliot                                                                                             |                   | 4:51    |  |
| 6.            | "Amazing"                | Allen Martin Brammer Jonny Lattimer James Newman                                                        |                   | 3:47    |  |
| 7.            | "Devil Side"             | Allen Dan Wilson                                                                                        | Wilson            | 3:59    |  |
| 8.            | "Feet Don't Fail Me Now" | Allen Fransisca Hall Jesse Shatkin                                                                      | Shatkin           | 3:23    |  |
| 9.            | "Wicked Love"            | Allen                                                                                                   |                   | 3:14    |  |
| 10.           | "Scar"                   | Allen Kenneth Edmonds Janée Bennett Antonio Dixon Khristopher Riddick-Tynes Jonathan Percy Starker Saxe |                   | 3:08    |  |
| 11.           | "Money"                  | Allen Quant                                                                                             |                   | 3:14    |  |
| 12.           | "On My Way"              | Allen                                                                                                   |                   | 4:22    |  |

| Edição deluxe |                     |                                 |              |         |  |
| N.º           | Título              | Compositor(es)                  | Produtor(es) | Duração |  |
| 13.           | "Shoot Me Down"     | Allen                           |              | 3:38    |  |
| 14.           | "Lose My Cool"      | Allen Harris Bnann Charlie Fink |              | 3:22    |  |
| 15.           | "All I Need"        | Allen                           |              | 3:49    |  |
| 16.           | "Rise Up" (Reprise) | Allen Quant                     |              | 2:35    |  |

## Desempenho nas tabelas musicais

### Posições
| Tabela musical (2016)                      | Melhor posição |
| ------------------------------------------ | -------------- |
| Austrália (ARIA)                           | 53             |
| Escócia (Official Scottish Albums)         | 15             |
| Espanha (PROMUSICAE)                       | 102            |
| Estados Unidos (Billboard Top Heatseekers) | 8              |
| Irlanda (IRMA)                             | 48             |
| Japão (Oricon)                             | 111            |
| Reino Unido (Official Albums Chart)        | 12             |
| Reino Unido (UK Digital Albums)            | 6              |
| Suíça (Schweizer Hitparade)                | 99             |